# جيوفري أوهارا
جيوفري أوهارا هو مغني وملحن كندي، ولد في 2 فبراير 1882 في تشاتام كينت في كندا، وتوفي في 31 يناير 1967 في سانت بيترسبرغ في الولايات المتحدة.

## وصلات خارجية
- جيوفري أوهارا على موقع IMDb (الإنجليزية)
- جيوفري أوهارا على موقع ميوزك برينز (الإنجليزية)
- جيوفري أوهارا على موقع قاعدة بيانات برودواي على الإنترنت (الإنجليزية)
- جيوفري أوهارا على موقع قاعدة بيانات برودواي على الإنترنت (الإنجليزية)
- جيوفري أوهارا على موقع قاعدة بيانات الأفلام السويدية (السويدية)
- جيوفري أوهارا على موقع ديسكوغز (الإنجليزية)
- جيوفري أوهارا على موقع كينوبويسك (الروسية)